# Franco Bertoli
Franco Bertoli, född 29 april 1959 i Udine, är en italiensk före detta volleybollspelare. Bertoli blev olympisk bronsmedaljör i volleyboll vid sommarspelen 1984 i Los Angeles.